# 질량 유량센서

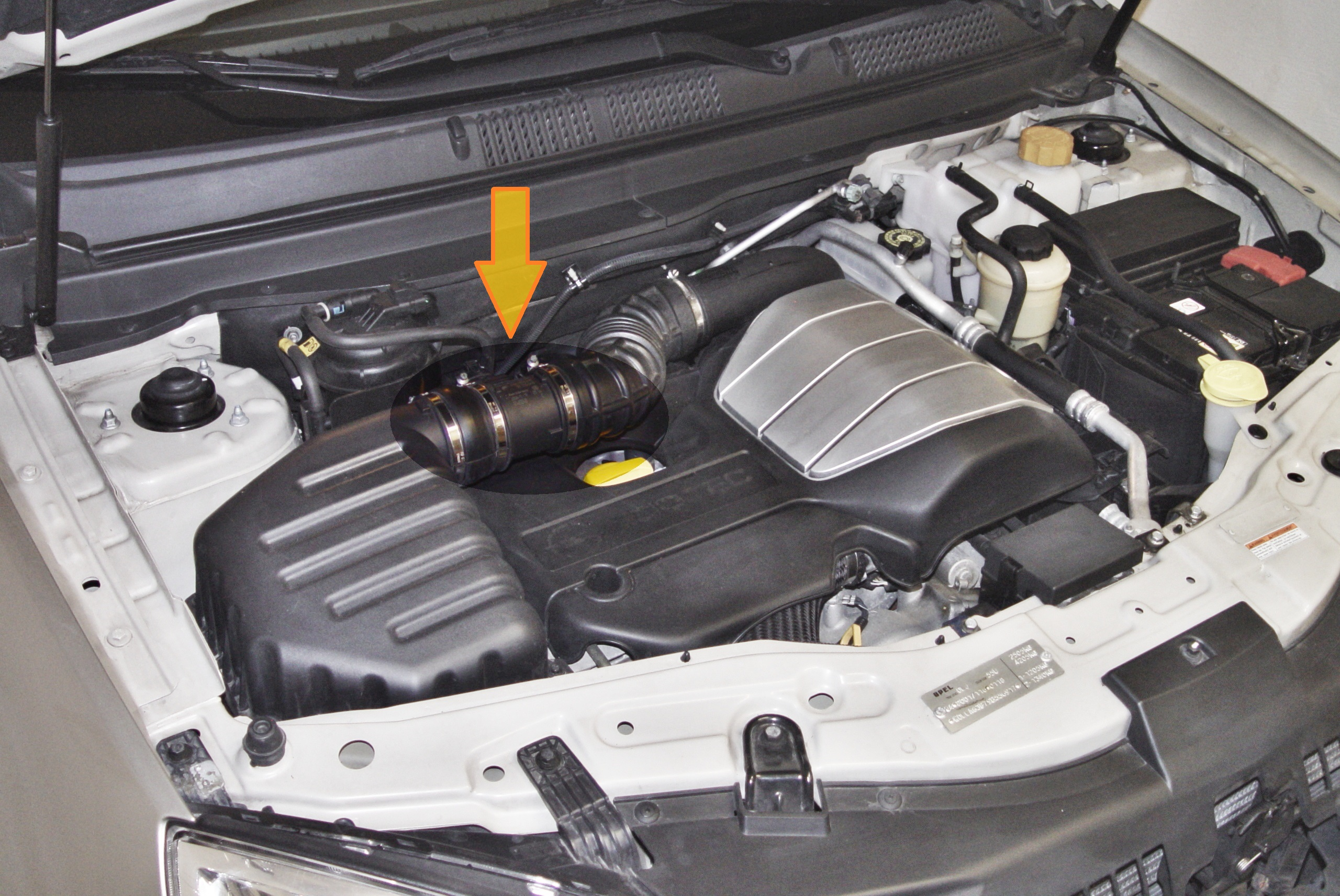
디젤 엔진에 사용된 질량 유량센서

질량 유량센서(영어: Mass flow sensor)는 연료 분사 내연 기관에 들어가는 공기의 질량 유량을 결정하는 데 사용되는 센서이다.